# Nerobergbahn
De Nerobergbahn uit 1888 is een waterballastbaan gelegen in het stadsdeel Nordost van de hessische hoofdstad Wiesbaden. Het is een kabeltrein bestaande uit een wagen met 40 zitplaatsen.
De trein overbrugt het traject met een lengte van 438 meter en een hoogteverschil van 83 meter naar de Neroberg in minder dan 7 minuten.